# (8448) Belyakina
(8448) Belyakina – planetoida z grupy pasa głównego asteroid okrążająca Słońce w ciągu 3 lat i 151 dni w średniej odległości 2,27 au. Została odkryta 26 października 1976 roku. Przed nadaniem nazwy planetoida nosiła oznaczenie tymczasowe (8448) 1976 UT1.